# Troponina I

Troponina

Troponina I é uma parte do complexo de troponina. Tem grande afinidade pela actina.
Inibe juntamente com a tropomiosina os sítios fixadores.